# Маскерони, Эрнесто
Эрне́сто Маскеро́ни (исп. Ernesto Mascheroni; 21 ноября 1907, Монтевидео — 3 июля 1984) — уругвайский и итальянский футболист, защитник.

## Биография
Эрнесто — выходец из семьи итальянских мигрантов. Начал играть в футбол в клубе «Белья Виста», однако настоящую славу получил в 1930 году. Игрок стал выступать за сборную Уругвая. С 1930 по 1940 год он провёл 13 матчей за «Селесте». Стал чемпионом мира в 1930 году. На тот момент Маскерони выступал за команду «Олимпия» из Монтевидео (впоследствии объединилась с «Капурро» в «Ривер Плейт»), но вскоре перешёл в «Пеньяроль». Четырёхкратный чемпион Уругвая (1932, 1936, 1937, 1938) в составе этого клуба.
В 1934 году Маскерони переехал в Италию, где выступал за «Амброзиану» (ныне — «Интернационале») до 1936 года. В 1935 году он сыграл два матча за сборную Италии. После возвращения в Уругвай Эрнесто опять стал выступать за «Пеньяроль» (1936—1940).
Маскерони к 1984 году был последним представителем сборной Уругвая чемпионского состава 1930 года.

## Титулы
- Чемпион Уругвая (4): 1932, 1936, 1937, 1938
- Обладатель Кубка Центральной Европы (1): 1933/35
- Чемпион мира (1): 1930